# Xã Williams, Quận Aitkin, Minnesota
Xã Williams (tiếng Anh: Williams Township) là một xã thuộc quận Aitkin, tiểu bang Minnesota, Hoa Kỳ. Năm 2010, dân số của xã này là 144 người.